# 酷斯拉
是一部1998年的美國科幻電影，由羅蘭·艾默瑞奇導演，參與演出者有馬修·柏德利、尚·雷諾、瑪莉亞·皮蒂羅、漢克·阿扎里亞、凱文·鄧恩、麥可·倫納等。電影同時紀念哥吉拉的創造者之一田中友幸，其於1997年4月2日去世。
美國的三星影業在1992年向日本東寶取得拍攝哥吉拉系列電影的授權，原本預計在1994年即完成拍攝並上映，但幾經波折最後在1998年上映，在導演的要求下，哥吉拉的造型經過重新設計，目的是要讓牠能夠行動敏捷，然而電影上映後，這隻改版的哥吉拉並不受到傳統怪獸電影影迷的喜愛；另外由於台灣的片名譯為「酷斯拉」，影迷也以此稱呼美國版電影中的怪獸，作為和日本版的區別。

## 劇情
在法屬玻里尼西亞所進行的核試驗，波及到當地的一處海鬣蜥巢穴，導致一隻鬣蜥受到核輻射影響，經過幾年成長變成一頭體形龐大、外形類似恐龍的巨獸。位於南太平洋的一艘日本漁船在航行過程中受到該巨獸襲擊，只有一名船員僥倖生還。事發後，一位神秘法國人到醫院探望該船員，其曾近距離目睹巨獸的樣子，還將牠稱作「哥吉拉」。一位隸屬美國核能管理委員會的生物學家尼克·塔特普洛，長期在烏克蘭車諾比隔離區進行野生動物受輻射影響的考察，而幾位美國國務院代表強行將他招募進追蹤巨獸的任務作為專家。巨獸當時已在巴拿馬及牙買加一帶留下足跡，連棄於岸上的貨船都留有牠的巨大抓痕。尼克在船骸上搜集到生物樣本，發現這屬於未知物種，他立即扳倒美國軍方將巨獸認作是存活的恐龍之理論，證明巨獸其實是核試驗所產生的變種生物。
巨獸游到捕魚業盛行的紐約曼哈頓，上岸一路破壞城市並鑽入地底消失無蹤。尼克跟隨的美國軍方很快疏散整座城市，同時封死所有地下出入口以避免牠逃離。在尼克的建議下，軍方在空曠地帶靠堆積大量魚作為誘餌，成功引巨獸從地底現身。當地上軍隊伏擊失敗後，前去追擊巨獸的直升機小隊也全軍覆沒，甚至在城市造成更大的破壞。尼克用採集到巨獸血液樣本進行妊娠試驗，得知巨獸不僅是無性繁殖，還在為其後代搜集食物。過程中，尼克碰巧跟大學時的前女友奧黛莉·提蒙斯重逢，邀請她到自己的軍方帳篷獨處。當時急切想搶頭條當上著名記者的奧黛莉，偶然發現尼克記錄巨獸所有詳細調查資料的機密錄像帶，沒多想而將其爆料給媒體。奧黛莉本希望能藉此成名，但她的上司凱曼主播卻將她的功勞據為己有，在直播中公佈巨獸名為“日本神話海龍”酷斯拉。
由於間接洩漏軍方機密，尼克被撤出行動準備返家，意識到自己闖禍的奧黛莉立刻回去解釋，但尼克無法接受她的行為而坐計程車去機場。然而，尼克離開路上發現車將他帶至別處，而司機停車後介紹自己身為法國安全局特務菲利浦·羅契，解釋他長期帶領團隊受令幫法國政府收拾核試驗遺留的殘局，因此瞞著美國軍方獨立行動，如今需要尼克幫他們找出其巢穴位置。尼克答應參與行動，一行人喬裝成美國軍方進入城市，開始深入酷斯拉出沒的地下一帶尋找。而奧黛莉的好友兼攝影師維克多·帕羅提原本追趕尼克想將他勸回，偷聽到他加入菲利浦的行動後，帶著奧黛莉偷偷尾隨尼克一行人的後面希望讓她將功補過。與此同時，軍方開始第二輪擊殺酷斯拉的行動，最終逼牠跳進哈德遜河中，而海軍潛艇對牠發射魚雷，最終成功擊中目標而使酷斯拉沉入河底。
尼克與菲利浦的攻擊隊跟隨蹤跡至酷斯拉築巢的麥迪遜廣場花園，發現室內會場裡已有兩百多顆蛋，隊伍還未來得及在所有蛋上安置炸藥進行摧毀時，所有幼獸全部同一時間孵化，將眼前的人類視為食物。菲利浦下令全員撤退並封鎖會場以防止幼獸逃出，而除了尼克和菲利浦生還以外，其餘隊員都在封鎖過程中被吃掉。尾隨一行人來到廣場的奧黛莉和維克多同樣受大量幼獸追趕，走通風道逃生時碰巧跟尼克和菲利浦會合。由於無法對外聯繫，奧黛莉帶領他們至頂層的球賽直播室，成功將現場狀況以直播方式公佈。軍方馬上派遣三架F-18戰機對廣場進行轟炸，四人成功趕在廣場被炸毀前逃出去，所有幼獸瞬間葬身火海，驚險逃生使尼克和奧黛莉重歸於好。然而，本應死去的酷斯拉再次從地底現身，看到滿地的幼獸屍體而發怒，開始追殺他們四人。
菲利浦開一輛計程車帶眾人逃生，途中聯絡上軍方而被指引至布魯克林大橋，使體形龐大的酷斯拉被橋的纜繩纏住，最後被戰機的導彈接連擊中，倒在群眾的面前慢慢傷重斃命。酷斯拉被消滅使所有市民歡呼不盡，經此冒險獲得自信的奧黛莉直接向搶她功勞的上司凱曼提出辭職，隨後回到尼克的懷抱裡。維克多突然發現他拍了一路的錄像帶消失不見，而當時偷拿走錄像帶並悄悄離開現場的菲利浦致電尼克道別，承諾他消去錄像帶中的一部分敏感內容後會歸還，最後感謝尼克的幫助後分道揚鑣。但當時在炸毀的廣場廢墟裡，仍保留著一顆完好無損的蛋，裡面的幼獸隨即孵化並一聲長嘯。

## 演員
| 演員                           | 角色                                              | 備註 |
| 馬修·柏德利 Matthew Broderick  | 尼可·「尼克」·塔特普洛 Dr. Niko "Nick" Tatopoulos | 宣揚反核運動的生物學家，加入美國核能管理委員會作為科學家，他在外實地考察多年的經驗，被美軍招募參與追擊巨獸的行列。           |
| 尚·雷諾 Jean Reno              | 菲利浦·羅契 Philippe Roaché                       | 法國對外安全總局探員，帶領團隊遊走各地清除法國核試驗所留下的後患，當中包括酷斯拉的誕生，行動時的臥底身份為一位保險公司代表。 |
| 瑪莉亞·皮蒂羅 Maria Pitillo    | 奧黛莉·提蒙斯 Audrey Timmonds                     | 紐約WIDF新聞中心的職員，尼克大學時期的同學及前女友。渴望能當上著名記者，追尋有關巨獸消息時與跟隨美軍駐守紐約的尼克重逢。     |
| 漢克·阿薩瑞亞 Hank Azaria      | 維克多·「禽獸」·帕羅提 Victor "Animal" Palotti    | WIDF新聞中心的攝影師，奧黛莉的同事，搶獨家有時不顧性命，他第一時間以攝影機捕捉到「酷斯拉」首次現身的驚人畫面。               |
| 凱文·鄧恩 Kevin Dunn           | 安東尼·希克斯 Col. Anthony Hicks                  | 隸屬美國國防部的上校，負責調查「神秘生物」的出沒蹤跡，同時在巨獸襲擊紐約時擔任總指揮。                                       |
| 麥可·倫納 Michael Lerner       | 艾伯特市長 Mayor Ebert                            | 紐約市市長，近期是他連任市長的關鍵時期，在危機時想盡辦法保住自己的職位和聲望。                                               |
| 哈利·希勒 Harry Shearer        | 查爾斯·凱曼 Charles Caiman                        | 紐約WIDF新聞中心著名主播，奧黛莉的上司，為人裝腔作勢、高高在上，總是一人獨攬所有功勞。                                       |
| 阿拉貝拉·菲爾德 Arabella Field | 露西·帕羅提 Lucy Palotti                          | 奧黛莉在新聞中心的同事，維克多的妻子，跟剛來紐約時的奧黛莉發展為摯友關係。                                                   |
| 薇琪·路易斯 Vicki Lewis        | 艾爾希·查普曼 Dr. Elsie Chapman                   | 隸屬美國國防部的古生物學家，跟在希克斯上校身邊作為專家，相信尼克對於酷斯拉的論點。                                           |
| 道格·薩旺特 Doug Savant        | 歐尼爾中士 Sgt. O'Neal                            | 隸屬美國國防部的美軍中士，聽命於希克斯上校作為現場指揮官。                                                                   |
| 馬康姆·丹納 Malcolm Danare     | 曼德爾·克雷文 Dr. Mendel Craven                   | 隸屬美軍的科學家，在追擊酷斯拉行動中擔任專家之一。                                                                           |
| 羅瑞·高德曼 Lorry Goldman      | 吉恩 Gene                                         | 艾伯特市长的助手，總是被他當成工具人使喚。                                                                                   |

## 製作
主體拍攝於1997年5月3日開始，拍攝地包含洛杉矶、纽约和夏威夷。

## 續集及衍伸
由於電影的票房和評價均不理想，使三星影業最終取消續集，而美日的兩家公司共同製作《酷斯拉：動畫系列》來延續電影的劇情，總共兩季37集，亞洲區HBO曾在2000年播出過中文字幕版。在此系列中，電影主角尼克·塔特普洛斯意外發現位於被炸毀的麥迪遜廣場花園中沒有被摧毀的蛋，剛好此時蛋孵化，剛出生的小酷斯拉因為對尼克產生銘印而親近他，後來更和主角們一起幫人類對抗接踵而來的其他變種怪獸。而動畫版的酷斯拉設計和電影版的不太一樣，製作公司刻意使動畫版的酷斯拉近似日本的哥吉拉，所以讓牠也可以吐出強力的熱線。
2001年的電影《哥吉拉·摩斯拉·王者基多拉 大怪獸總攻擊》中，主角立花准將在會議中提到美國遭到怪獸攻擊，台下另一個軍人說：「美國人認為攻擊紐約的是--，但日本科學家對此說法存疑。」
但是這些其實已經得到證實攻擊紐約的並不是哥吉拉，而是酷斯拉，牠是另外一個故事的主角，日本科學家當時的質疑其實是在想說哥吉拉不曾去過美國，那是因為美國那邊其實還有另外一隻名為酷斯拉。
2004年的電影《哥吉拉 最後戰役》中出現了一隻酷斯拉，牠是X星人所控制的地球怪獸，被派去攻擊澳洲的悉尼，卻在數秒鐘之內就被哥吉拉擊倒。
而在東寶株式會社2014年5月14日發售的歷代作「60周年記念版」中亦包含1998年，經東寶重新壓製的光碟封面片名仍是GODZILLA "ゴジラ"。

## 外部連結
- 互联网电影数据库（IMDb）上《酷斯拉》的资料（英文）
- 爛番茄上《酷斯拉》的資料（英文）
- Box Office Mojo上《酷斯拉》的資料（英文）
- Metacritic上《酷斯拉》的資料（英文）
- AllMovie上《酷斯拉》的资料（英文）
- 開眼電影網上《酷斯拉》的資料（繁體中文）
- 时光网上《酷斯拉》的資料（简体中文）
- 豆瓣电影上《酷斯拉》的資料 （简体中文）